# Okręgowe rozgrywki w piłce nożnej woj. olsztyńskiego (1966/1967)
Drużyny z województwa olsztyńskiego występujące w ligach centralnych i makroregionalnych:
- I liga – brak
- II liga – Warmia Olsztyn
- III liga – Jurand Bemowo Piskie, Gwardia Olsztyn

Rozgrywki okręgowe:
- klasa okręgowa (IV poziom rozgrywkowy)
- klasa A - 2 grupy (V poziom rozgrywkowy)
- klasa B - podział na grupy (VI poziom rozgrywkowy)
- klasa C - podział na grupy (VII poziom rozgrywkowy)
- klasa D (gminna) - podział na grupy (VIII poziom rozgrywkowy)

## Klasa okręgowa
| Poz. | Klub                          | M  | Pkt. |
| ---- | ----------------------------- | -- | ---- |
| 1    | Victoria Bartoszyce (s)       | 26 | 39   |
| 2    | Jeziorak Iława (s)            | 26 | 36   |
| 3    | Warmia II Olsztyn             | 26 | 32   |
| 4    | Podchorążak Szczytno          | 26 | 30   |
| 5    | Śniardwy Orzysz               | 26 | 29   |
| 6    | Start Działdowo               | 26 | 28   |
| 7    | Tęcza Biskupiec               | 26 | 26   |
| 8    | Sokół Ostróda (s)             | 26 | 26   |
| 9    | Zatoka Braniewo (s)           | 26 | 25   |
| 10   | Związkowiec Kętrzyn (s)       | 26 | 25   |
| 11   | Stal Giżycko (s)              | 26 | 21   |
| 12   | OKS/Stomil Olsztyn (s)        | 26 | 21   |
| 13   | LKS Pozorty Olsztyn           | 26 | 16   |
| 14   | Jedność Nowe Miasto Lubawskie | 26 | 10   |

## Klasa A
- grupa I - awans: Syrena Młynary
- grupa II - awans: Mazur Pisz